# Kanton Guéret-Sud-Est
Der Kanton Guéret-Sud-Est war bis 2015 ein französischer Wahlkreis in der Region Limousin. Er lag im Arrondissement Guéret und im Département Creuse. Sein Hauptort war Guéret. Der Kanton bestand aus folgenden Gemeinden:
| Gemeinde           | Einwohner  | Code postal | Code Insee |
| ------------------ | ---------- | ----------- | ---------- |
| Guéret (teilweise) | 14.123 (1) | 23000       | 23096      |
| La Saunière        | 543        | 23000       | 23169      |
| Sainte-Feyre       | 2250       | 23000       | 23193      |
| Saint-Laurent      | 539        | 23000       | 23206      |

(1) Einwohnerzahl der Gesamtstadt